# ليابورو
بلدية ليابورو (بالإسبانية: Leaburu) هي بلدية تقع في مقاطعة غيبوثكوا التابعة لمنطقة إقليم الباسك شمال إسبانيا.

## الديموغرافيا
بلغ عدد سكان بلدية ليابورو 383 نسمة عام 2011 (وفقاً للمعهد الوطني للإحصاء الإسباني).
| 377 | 356 | 358 | 364 | 384 | 386 | 383 |